# Пинкильо

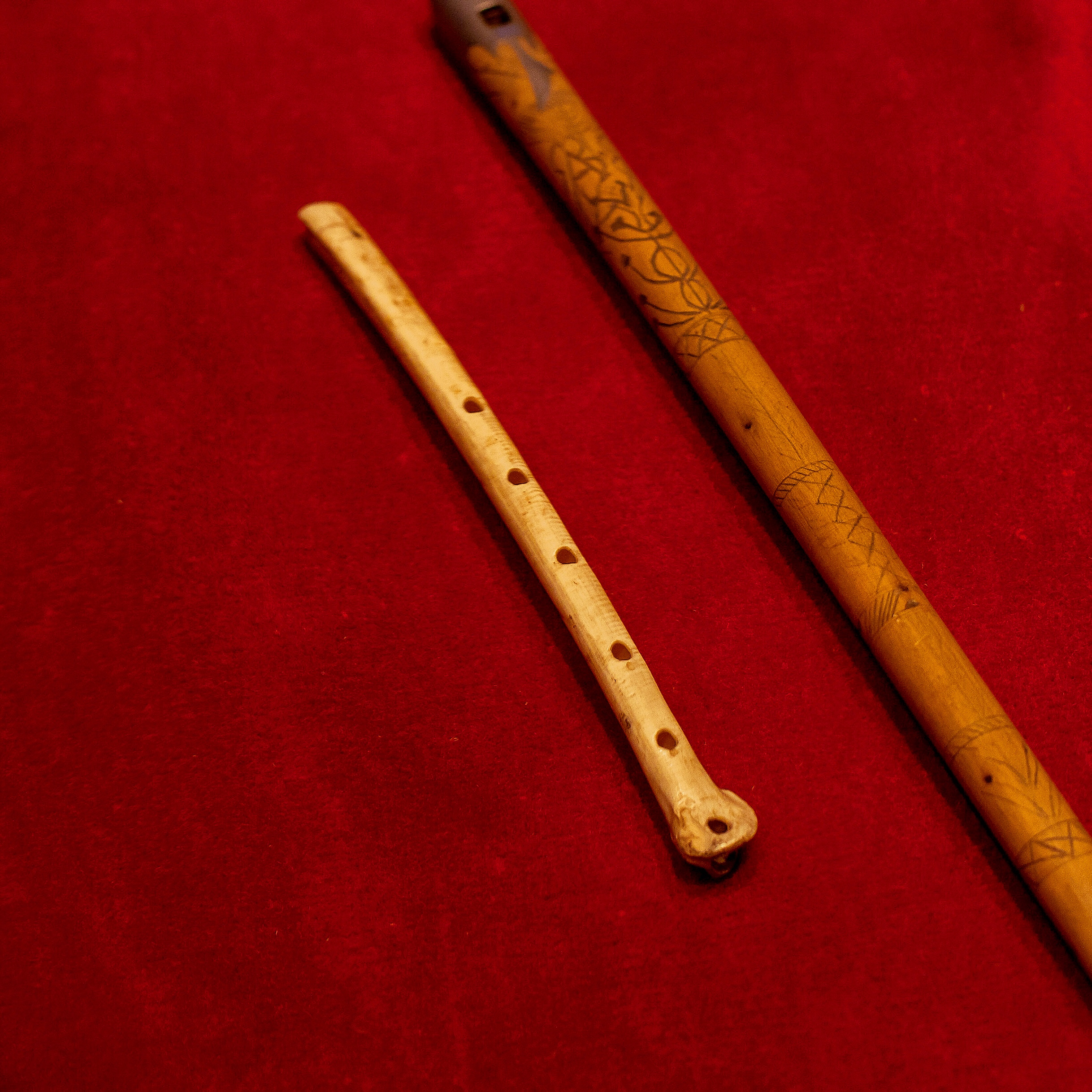
Пинкильо

Пинки́льо (пинкольо, пинкульо, пингольо) — поперечная флейта с 5—6 боковыми отверстиями, распространена среди индейского населения Перу, Боливии, Северной Аргентины, Чили, Эквадора. Ствол обычно тростниковый, длиной 30—32 см. Диапазон около 2 октав, однако исполняемые на пинкильо мелодии обычно ограничиваются существенно меньшим диапазоном: октавой, септимой и даже квинтой. Звучание инструмента полное, приятное, характерного «пасторального» тембра.
По всей видимости, пинкильо представляет собой наиболее древний тип продольной флейты у аборигенов Центральных Анд.